# Srednji Vrh, Kranjska Gora
Srednji Vrh je vas v občini Kranjska Gora. Nahaja se na ledeniški polici v Karavankah, severno od naselja Gozd Martuljek, približno 200 m nad dolino Save Dolinke. Mimo Srednjega Vrha teče potok Jerman, ki izvira ob avstrijsko-slovenski meji, južno od gore Trupejevo poldne (1931 m), pod vasjo pa tvori Jermanove slapove. Vas je nastala v obdobju turških vpadov, na kar naj bi namigovala tudi hišna imena, npr. pri Merkeljnu ali pri Vahu. V okolici Srednjega vrha se razprostirajo strmi gorski pašniki, na katerih so vpreteklosti pasli koroški pastirji. 
Iz vasi se ponuja eden najlepših pogledov na severni del Julijskih Alp, na Martuljško skupino, pa tudi na Mojstrovko, Jalovec in bolj oddaljeni karavanški Stol. Od središča vasi je najbolj oddaljena Jureževa domačija, mimo katere teče Jurežev graben z najvišjim drsnim slapom v slovenskem delu Karavank (Jurežev slap meri okrog 100 m).
Do vasi vodi slikovita asfaltirana cesta iz Gozda Martuljka. Srednji Vrh je izhodišče izletniške pešpoti na mejno goro Trupejevo poldne (ime je dobila po domačiji Trupej na avstrijski strani meje, ki leži v senci gore in nanjo le opoldne posije sonce). Pot vodi čez Železnico ali čez planino Grajšco, čas hoje je približno 3 ure.
Turistične storitve poleg posameznih turističnih kmetij ponuja tudi Počitniški dom Srednji vrh, ki stoji na majhni vaški vzpetini.